# 大陵增十六
英仙座17，又名BD+34 527，HD 17709、SAO 55946、HR 843，是英仙座的一颗恒星，视星等为4.53，位于銀經149.07，銀緯-21.64，其B1900.0坐标为赤經2h 45m 21s，赤緯+34° -21.64′ 54″。